# Cerro Las Cruces
El Cerro Las Cruces (9°06′18″N 70°47′43″O / 9.105077, -70.795385) es una formación de montaña ubicada en el extremo sur del Estado Trujillo, Venezuela. A una altitud de 3.648 m s. n. m. el Cerro Las Cruces es una de las montañas más altas De Trujillo y Venezuela. Constituye parte del límite sur de Trujillo con el vecino Estado Mérida.

## Ubicación
El Cerro Las Cruces se encuentra en el extremo sur del Municipio Urdaneta (Trujillo) a poca distancia del Estado Mérida, justo al noroeste de La Lagunita y al suroeste de la población turística de La Puerta. Forma parte del lindero este del páramo de Las Torres. El acceso a Las Cruces es sencillo, partiendo de la carretera desde La Lagunita al Páramo de Las Torres el cual hace un fuerte giro para rodear el Cerro Las Cruces.